# سوزان كيليشي واتسون
سوزان كيليشي واتسون هي ممثلة أمريكية من أصل جاميكي ولدت في يوم 11 نوفمبر 1981.